# Pius Krätschmer
Pius Krätschmer (Ulm, 16 juni 1997) is een Duits voetballer die als verdediger voor SV Eintracht Hohkeppel speelt.

## Carrière
Pius Krätschmer speelde in de jeugd van TSV Pfuhl, SSV Ulm 1846 en SC Freiburg. In januari 2016 maakte hij de overstap naar het tweede elftal van Karlsruher SC, dat in de Oberliga Baden-Württemberg speelde. Hij debuteerde in de met 2-2 gelijkgespeelde uitwedstrijd tegen SV Oberachern. Na anderhalf seizoen in de Oberliga maakte hij in 2017 de overstap naar TSV 1860 Rosenheim. Deze club speelde een niveau hoger, in de Regionalliga Bayern. Na twee seizoenen maakte hij de overstap naar 1. FC Schweinfurt 05, actief op het zelfde niveau. In 2020 tekende hij na een proefperiode een contract bij 1. FC Nürnberg. Hij debuteerde in het betaald voetbal op 10 mei 2021, in de met 5-2 verloren uitwedstrijd tegen Hamburger SV. Hij kwam in de 84e minuut in het veld voor Nikola Dovedan. Na een seizoen waarin hij drie keer inviel vertrok hij naar 1. FC Saarbrücken. In 2023 tekende hij een contract voor een seizoen bij Helmond Sport. Hij debuteerde in de Eerste divisie op 28 augustus 2023, in de met 2-1 verloren uitwedstrijd tegen Jong PSV. In deze wedstrijd brak hij zijn neus, waardoor hij een maand uitgeschakeld was. Hierna werd hij een vaste waarde bij Helmond Sport. Nadat zijn contract niet werd verlengd, was hij enkele maanden clubloos voor hij bij Eintracht Hohkeppel aansloot.

### Statistieken
| Seizoen                       | Club                 | Land           | Competitie          | Competitie | Competitie | Beker | Beker | Overig | Overig | Totaal | Totaal |
| Seizoen                       | Club                 | Land           | Competitie          | Wed.       | Dlp.       | Wed.  | Dlp.  | Wed.   | Dlp.   | Wed.   | Dlp.   |
| ----------------------------- | -------------------- | -------------- | ------------------- | ---------- | ---------- | ----- | ----- | ------ | ------ | ------ | ------ |
| 2015/16                       | Karlsruher SC II     | Duitsland      | Oberliga B-W        | 13         | 4          | –     | –     | –      | –      | 13     | 4      |
| 2016/17                       | Karlsruher SC II     | Duitsland      | Oberliga B-W        | 16         | 3          | –     | –     | –      | –      | 16     | 3      |
| 2017/18                       | TSV 1860 Rosenheim   | Duitsland      | Regionalliga Bayern | 22         | 1          | –     | –     | 2      | 0      | 24     | 1      |
| 2018/19                       | TSV 1860 Rosenheim   | Duitsland      | Regionalliga Bayern | 32         | 0          | –     | –     | 3      | 0      | 35     | 0      |
| 2019/21                       | 1. FC Schweinfurt 05 | Duitsland      | Regionalliga Bayern | 21         | 4          | –     | –     | 3      | 1      | 24     | 5      |
| 2020/21                       | 1. FC Nürnberg       | Duitsland      | 2. Bundesliga       | 3          | 0          | 0     | 0     | –      | –      | 3      | 0      |
| 2021/22                       | 1. FC Nürnberg II    | Duitsland      | Regionalliga B.     | 1          | 0          | –     | –     | –      | –      | 1      | 0      |
| 2021/22                       | 1. FC Saarbrücken    | Duitsland      | 3. Liga             | 31         | 1          | –     | –     | 2      | 0      | 33     | 1      |
| 2022/23                       | 1. FC Saarbrücken    | Duitsland      | 3. Liga             | 23         | 1          | –     | –     | 4      | 0      | 27     | 1      |
| 2023/24                       | Helmond Sport        | Nederland      | Eerste divisie      | 30         | 1          | 1     | 0     | –      | –      | 31     | 1      |
| 2024/25                       | Eintracht Hohkeppel  | Duitsland      | Regionalliga W      | 7          | 0          | –     | –     | 2      | 0      | 9      | 0      |
| Carrièretotaal                | Carrièretotaal       | Carrièretotaal | Carrièretotaal      | 199        | 15         | 1     | 0     | 16     | 1      | 216    | 16     |
| Bijgewerkt op 25 januari 2025 |                      |                |                     |            |            |       |       |        |        |        |        |